# Terrängbil m/42
Terrängbil m/42, militärförkortning: tgb m/42, var en serie terränggående transportfordon som användes av svenska försvarsmakten från 1940-talet fram till det senare 1900-talet och i vissa fall inpå 2000-talet.

## Varianter

### Terrängbil m/42 V (Volvo)
| Typbeteckning                                  | Typbeteckning                            | Civilbeteckning (chassi) | Chassiets utrustning                            | Bild |
| Svenska armén                                  | Volvo                                    | Volvo                    | Chassiets utrustning                            | Bild |
| ---------------------------------------------- | ---------------------------------------- | ------------------------ | ----------------------------------------------- | ---- |
| Terrängbil m/42 VL (Volvo, Last)               | TLV-V (Terränglastvagn-Volvo)            | Volvo TVL 131 D          | Förarhytt och lastflak                          |      |
| Terrängbil m/42 VP (Volvo, Personal)           | TLV-VP (Terränglastvagn-Volvo, Personal) | Volvo TVL 131 D          | Förarhytt och överbyggnad för personaltransport |      |
| Terrängbil m/42 VLT (Volvo, Last, Tung)        | TLV-VL (Terränglastvagn-Volvo, Last)     | Volvo TVL 141 D          | Förarhytt och lastflak                          |      |
| Terrängbil m/42 VKP (Volvo, Karosseri, Pansar) | TLV-VPA (Terränglastvagn-Volvo, Pansar)  | Volvo TVL 141 D          | Pansarkaross                                    |      |
| Terrängbil m/42 M (Marinen)                    | TLV-142 M (Terränglastvagn-142 Marinen)  | Volvo TVL 142 D          | Förarhytt och lastflak                          |      |

### Terrängbil m/42 S (Scania-Vabis)
| Typbeteckning                                   | Typbeteckning | Chassiets utrustning | Bild |
| Svenska armén                                   | Scania-Vabis  | Chassiets utrustning | Bild |
| ----------------------------------------------- | ------------- | -------------------- | ---- |
| Terrängbil m/42 SKP (Scania, Karosseri, Pansar) | F11-0         | Pansarkaross         |      |